# Những câu chuyện của Cha Castor
Những câu chuyện của Cha Castor (tiếng Pháp: Les histoires du Père Castor) là một loạt phim hoạt hình truyền hình dựa trên loạt truyện thiếu nhi Bố Hải ly, do biên tập viên, nhà xuất bản người Pháp Paul Faucher sản xuất. Loạt phim do CINAR sản xuất, ban đầu được phát sóng trên các kênh Canal J và France 3 của Pháp từ năm 1993 đến năm 1995 và 2002, và sau đó được chiếu trong chuỗi chương trình Nick Jr. trên kênh Nickelodeon của Mỹ từ năm 1994 đến năm 1997.

## Nội dung
- 01. Gardon
- 02. Les trois cheveux d'or
- 03. Le grand cerf
- 04. Chante pinson
- 05. Horreur, peste, vinaigre
- 06. Les vacances de Mariette
- 07. L'extravagant désir de Cochon Rose
- 08. Micha et Macha
- 09. Jeannot Blanchet
- 10. Merlin Merlot
- 11. Tempête chez les lapins
- 12. Duvet ne veut pas voler
- 13. Pic et pic et colégram
- 14. Poulet des bois
- 15. Comment le chat trouva la maison de ses rêves
- 16. Un chat heureux
- 17. Le calife cigogne
- 18. Les nains et le géant
- 19. Le vilain petit canard
- 20. L'envol du petit canard
- 21. Le gâteau de Dialo
- 22. Le grand tam-tam
- 23. La vache Amélie
- 24. Tout-en-soie
- 25. Les animaux qui cherchaient l'été
- 26. La bonne vieille
- 27. Le chien de Brisquet
- 28. Le violon enchanté
- 29. Le cheveu de lune
- 30. Fourmiguette
- 31. Le chat botté
- 32. Le tigre en bois
- 33. Bernique
- 34. La reine des poissons
- 35. La grosse noix
- 36. Les malheurs de César
- 37. Émile
- 38. Eustache et Raoul
- 39. Tricoti tricota
- 40. Charlotte et la mère Citrouille
- 41. Les trois frères
- 42. Le tapis volant
- 43. Histoire de la lettre
- 44. Nuit de mai
- 45. La Grise et la poulette
- 46. Un pantalon pour mon ânon
- 47. L'histoire de Zo'hio
- 48. Le singe et l'hirondelle
- 49. Bravo tortue
- 50. Histoire d'ours et d'élans
- 51. Roule galette
- 52. L'apprenti sorcier
- 53. Les bons amis
- 54. Michka
- 55. Ne dérangez pas les dragons
- 56. Les piquants de Goz
- 57. La chèvre et les biquets
- 58. Les trois petits cochons
- 59. Marlaguette
- 60. Boucle d'or et les trois ours
- 61. Perlette, goutte d'eau
- 62. Demoiselle Libellule
- 63. La vache orange
- 64. Le cheval bleu
- 65. Le conte de La Marguerite
- 66. Cigalou
- 67. Le joueur de flûte de Hamelin
- 68. Le roi qui ne pouvait pas éternuer
- 69. Le mouchoir de Benjamin
- 70. Blancheline
- 71. Mon lit dans les étoiles
- 72. Le coup de pied
- 73. Le jamais content
- 74. La plume du caneton
- 75. Noix de coco cherche un ami
- 76. Le beau chardon d'Ali Boron
- 77. Tirbouchonnet a la rougeole
- 78. Deux petits cochons trop cochons
- 79. La boîte à soleil
- 80. La chouette d'Emilie
- 81. La plus mignonne des petites souris
- 82. La famille Rataton
- 83. Le petit cheval et le vieux chameau
- 84. La grande panthère noire
- 85. Le petit chacal très malin
- 86. Oiseaux de pluie
- 87. Du poison pour les dragons
- 88. Bien fait pour eux
- 89. Baba Yaga
- 90. Les deux bossus
- 91. Le petit zèbre
- 92. Histoire de singe
- 93. Pâquerette et poulette coquette
- 94. Les noces de Clémentine
- 95. Agnès a grandi
- 96. Agnès et la mouette gracieuse
- 97. Le chat de monsieur Neige
- 98. La souris, le chat et le petit garçon...
- 99. Poulerousse
- 100. Le petit cochon trop gourmand
- 101. Un tour de renard
- 102. La pêche aux anguilles
- 103. Le blaireau à lunettes
- 104. Le blaireau et sa voisine
- 105. Le monstre de Mr Stravinski
- 106. Écho le géant
- 107. Ma mère est une sorcière
- 108. Le manteau du Père Noël
- 109. Un cauchemar de grippe
- 110. Berk le crapaud
- 111. L'arbre à grands-pères
- 112. Rentrée sur l'île Vanille
- 113. Lisette
- 114. J'aime trop les chapeaux
- 115. Les musiciens de Brême
- 116. Le pont du diable
- 117. Le Noël de maître Belloni
- 118. Kolos et les quatre voleurs
- 119. Grosse peur pour bébé-loup
- 120. Maxime Loupiot
- 121. Feu follet est très pressé
- 122. Colas vole
- 123. La sorcière née du vinaigre
- 124. Castagrogne de carabistouille
- 125. Le chien qui n'avait pas de nom
- 126. Aimé Bienvenu et ses amis
- 127. Tante marraine
- 128. Crottes alors
- 129. Foming et le trésor des mers
- 130. Quand le soleil deviendra rouge
- 131. Mon meilleur ami est un chameau
- 132. Izmir
- 133. Le cartable magique
- 134. Super Papa
- 135. Les lettres de Biscotte Mulotte
- 136. Une dent contre la souris
- 137. Les animaux du zoo sont malades
- 138. Le monstre que personne n'a vu
- 139. Espèce de cucurbitacée
- 140. Le petit carnet d'Archibald
- 141. C'est mon nid
- 142. La poule, le coq, le cochon
- 143. Le virus de la rentrée
- 144. La guerre des kilos
- 145. Noël baobab
- 146. Épaminondas
- 147. Benjamin a une petite sœur
- 148. Titou a peur de tout
- 149. Le chant du hibou
- 150. La montagne du souriceau
- 151. Fleur des aurores
- 152. Le cordonnier de Bagdad
- 153. Lou la brebis
- 154. La petite fille et les loups
- 155. La boîte à trésors
- 156. Princesse Mariotte

## Dàn diễn viên lồng tiếng
- Hải ly bố: Walter Massey
- Cháu trai: Teddy Lee Dillon
- Cháu gái: Pauline Little
- Các nhân vật khác: Bruce Dinsmore, Kathleen Fee, Rick Jones, Aimee Castle, Daniel Brochu, Maggie Castle, Michael Rudder, Thor Bishopric, Anik Matern, Sonja Ball, Vlasta Vrána, Bronwen Mantel, Mark Camacho, AJ Henderson, Arthur Holden, Aron Tager, Susan Glover, Terrance Scammell